# Blondie (historieta)

Blondie (Pepita y Lorenzo o Lorenzo y Pepita en algunos países hispanohablantes) es una tira cómica estadounidense creada por Chic Young. Distribuida por King Features Syndicate y publicada en diversos rotativos desde el 8 de septiembre de 1930. El éxito llevó a la creación de películas (1930-1950), programas de radio, historietas y una serie animada. "Blondie" en inglés es un diminutivo cariñoso que se traduce al español como Rubita o "Rubiecita", ya que en efecto, la protagonista de esta historieta familiar es una joven notoriamente rubia.

## Argumento
Blondie, una ex-flapper, está casada con Dagwood, hijo desheredado de un magnate (en inglés: tycoon) industrial, formando un matrimonio típico de clase media y suburbano. Dagwood lucha por ganarse la vida en una oficina soportando el carácter regañón de su jefe mientras que Blondie tiene un negocio de comida a domicilio

### Personajes
- Blondie Bumstead (Pepita Parachoques en algunos países hispanohablantes).- Es la joven, rubia y bella madre de la familia; es responsable, dulce y amorosa, pero también sabe enojarse si le dan motivos, y entonces su temperamento es fuerte. Suele preocuparse mucho por su familia.
- Dagwood Bumstead (Lorenzo Parachoques en algunos países hispanohablantes).- Es el esposo simplote de Blondie (Pepita), anda todo el tiempo de prisas, es fanático del fútbol americano y tiene un apetito insaciable.
- Alexander Bumstead (Goyito Parachoques en algunos países hispanohablantes).- Es el hijo mayor del matrimonio, niño y después adolescente.
- Cookie Bumstead (Cuquita Parachoques en algunos países hispanohablantes).- Es la hija menor del matrimonio, niña y después adolescente.
- Daisy (Ramona o Monina en algunos países hispanohablantes).- Es la perra de la familia, en tiempos recientes aparece acompañada de sus cinco chachorros.
- Mr. (Julius Caesar) Dithers (Julio González o Sr. Dolariza en algunos países hispanohablantes).- Es el anciano jefe de Dagwood (Lorenzo), es muy cascarrabias y frecuentemente lo regaña y golpea por problemas que ocurren en la compañía constructora donde desempeña sus labores; aunque en el fondo lo aprecia.
- Mrs. Cora Dithers (Sra. Cora González o Sra. Dolariza en algunos países hispanohablantes).- Es la esposa de Mr. Dithers (Sr. Dolariza). Una señora de mal carácter que posee control sobre su marido en todas las formas imaginables.
- Beasley .- El cartero; este personaje es famoso por sus numerosas colisiones con Dagwood (Lorenzo) cada vez que este sale de la casa con retraso al trabajo, siendo una total costumbre y un permanente destino entre ambos.
- Herb Woodley (Heriberto Campos).- Es el vecino de Dagwood (Lorenzo) que es su amigo, pero también su enemigo, pues ambos suelen pelearse a golpes.
- Tootsie Woodley (Hortensia en algunos países hispanohablantes).- Es la joven y bella esposa de Herb (Heriberto), la mejor amiga de Blondie (Pepita), vecina y su socia de negocios; muy parecida a Blondie físicamente, pero de cabello negro. Todavía no tiene hijos con Herb (Heriberto).
- Lou - un cocinero, propietario del "Lou's Diner", donde Dagwood (Lorenzo) disfruta sus almuerzos. Es un hombre tatuado, con su omnipresente mondadientes, y su restaurante no siempre se encuentra en buen estado.
- Elmo Tuttle - personaje recurrente. Es un niño de 5 años, que hace el papel de "amigo" de Dagwood (Lorenzo) y a la vez su némesis.